# Theodore A. Slaman

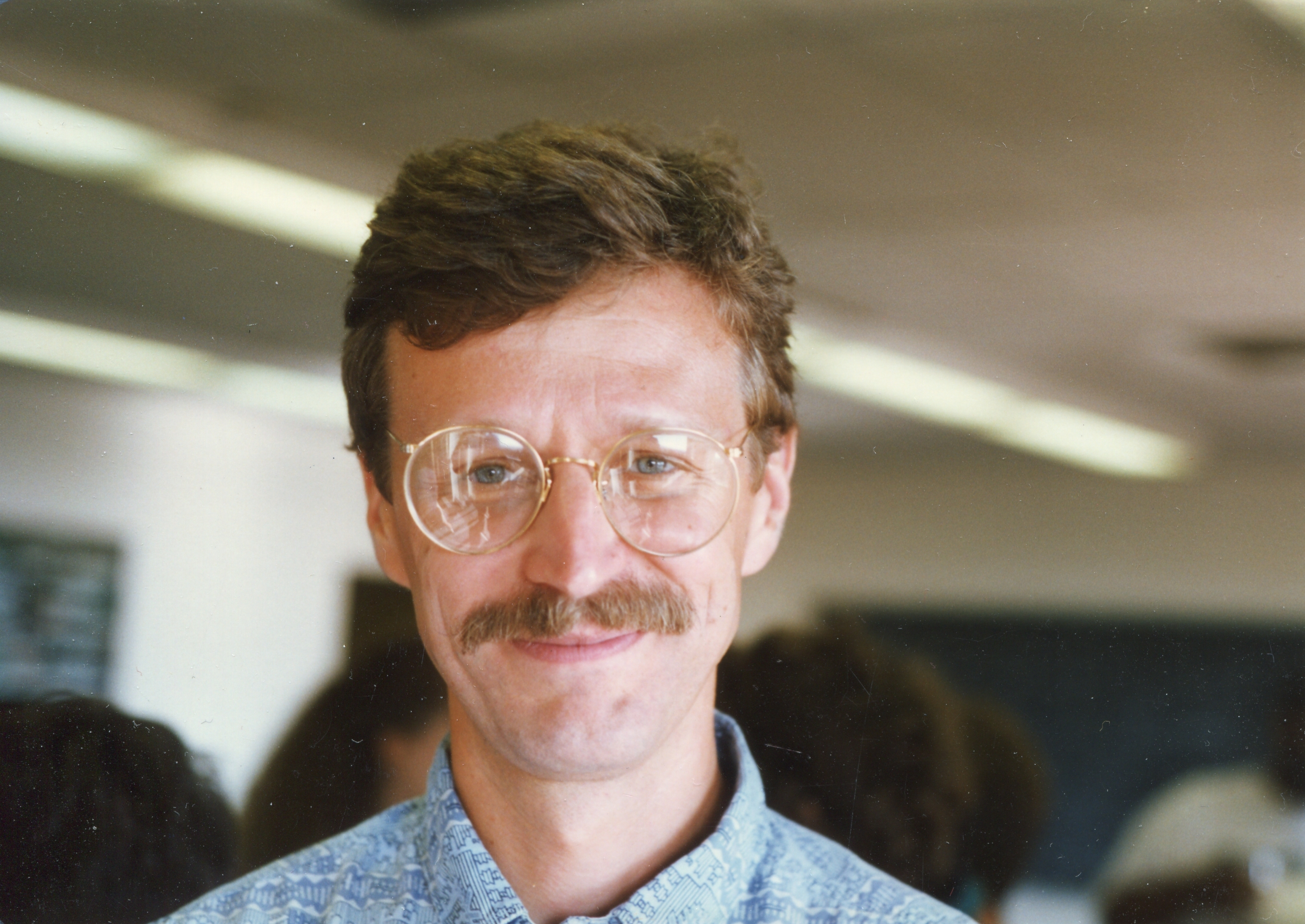
Ted Slaman in Berkeley (1996)

Theodore Allen Slaman (* 17. April 1954) ist ein US-amerikanischer mathematischer Logiker.
Slaman studierte zunächst Physik an der Pennsylvania State University, wechselte dann aber zur mathematischen Logik. 1981 wurde er an der Harvard University bei Gerald E. Sacks promoviert (Titel der Dissertation: Aspects of E-recursion theory). Er war von 1983 bis 1996 Professor an der University of Chicago und wurde danach Professor an der University of California, Berkeley. Er war dort 2005 Vorsitzender der Mathematik-Fakultät.
Slaman beschäftigt sich mit Rekursionstheorie. Mit W. Hugh Woodin formulierte er eine Vermutung über die Teilordnung der Turing-Grade (nämlich das es bei diesen keine nicht-trivialen Automorphismen gibt).
Er erhielt den President Young Investigator Award und den Alexander von Humboldt Research Award. 1990 war er Gastredner auf dem Internationalen Mathematikerkongress (ICM) in Kyōto (Degree Structures). 2001 war er Gödel-Lecturer (Recursion Theory).